# 巴特勒 (亞利桑那州)
巴特勒（英語：Butler）是位於美國亞利桑那州莫哈維縣的一個非建制地區。該地的面積和人口皆未知。

## 地理
巴特勒的座標為35°15′13″N 113°59′06″W / 35.25361°N 113.98500°W，而該地的平均海拔高度為1020米（即3340英尺）。